# Пригородное железнодорожное сообщение Казани

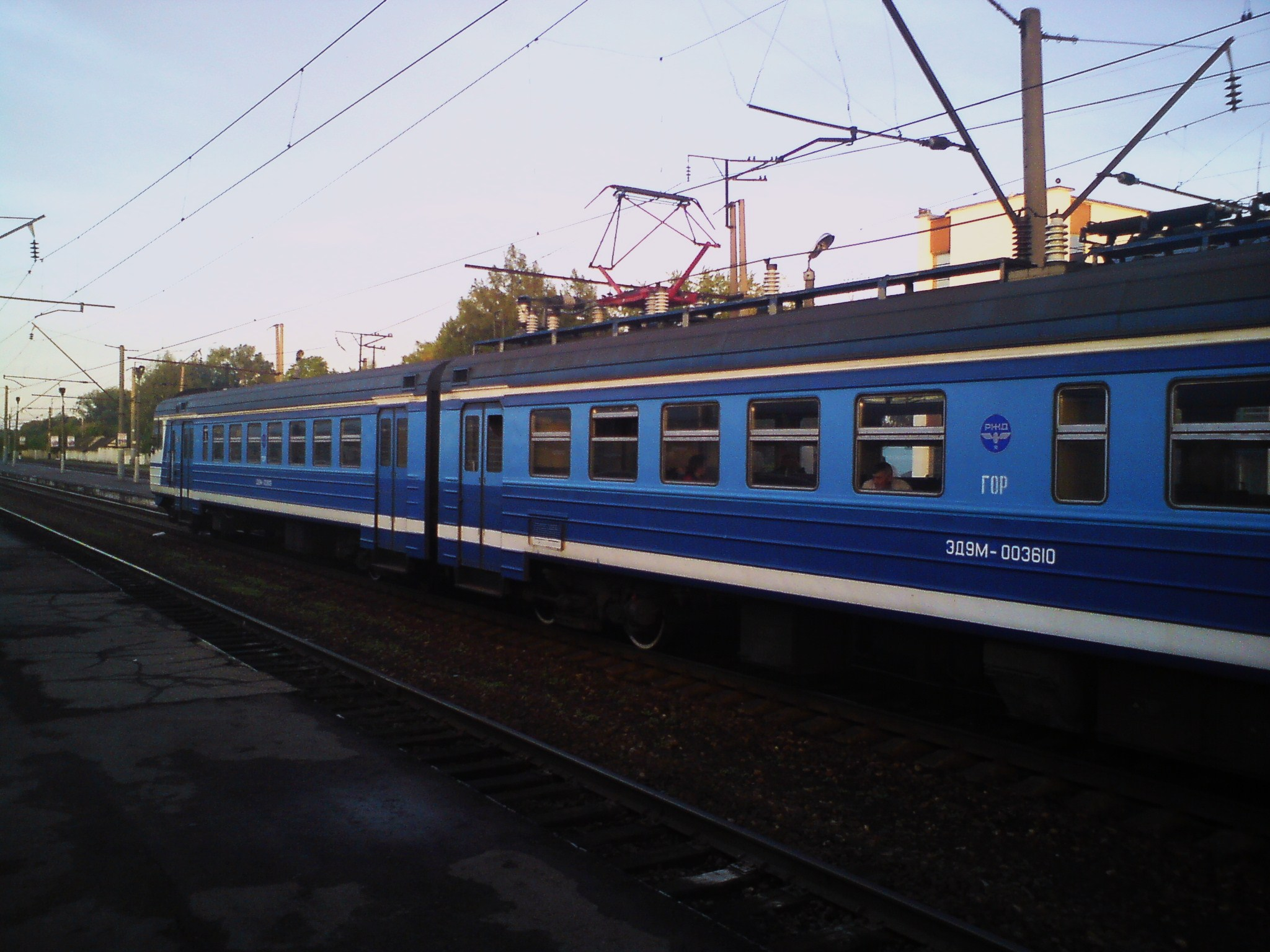
Пригородный электропоезд Казань-Урмары на станции Зелёный Дол

В Казани есть развитое движение пригородных электропоездов, которое проходит через т. н. южный и северный внутригородские железнодорожные ходы и соответственно через главный и транзитный вокзалы. Сообщение имеется в стороны 4-х магистральных и местных направлений (на Москву, на Ижевск, на Йошкар-Олу, на Ульяновск), а также транзитное. Также в Казани действуют городские электропоезда, которые дополняют Казанский метрополитен и другой городской транспорт. Оператором-перевозчиком на всех казанских электропоездах с 2011 года является дочерняя РЖД пригородная пассажирская компания (ППК) «Содружество».

## Пригородные электропоезда
Основными конечными пунктами маршрутами казанских пригородных электропоездов от вокзала Казань-1 являются Зелёный Дол, Свияжск, Канаш, (реже Албаба, Шумерля) и Волжск (реже Паратск), а с августа 2022 года также Нижний Новгород на западном (юдинско-зеленодольско-свияжско-канашско-московском) направлении, Арск, Вятские Поляны, Ижевск (реже Сосновка, Кизнер) на восточном (дербышкинско-арско-ижевском) направлении. Есть также транзитный маршрут Юдино — Казань-2 — Дербышки — Бирюли электропоездов по северному ходу и сообщение неэлектрифицированными поездами (и рельсовыми автобусами) на Йошкар-Олу. Дизельные поезда и рельсовые автобусы, ещё недавно ходившие до Буинска (ст. Буа, ульяновское направление), отменены.
На электропоездах действуют электронные бесконтактные смарт-карты, несколько видов проездных абонементных билетов и различные льготы. Оплата проезда возможна как в кассах станций и остановочных пунктов, так и (с 30 руб.) у кассиров-контролёров внутри электропоездов. В первой и второй 10-десятикилометровых зонах (до станций в черте города и ближайших) стоимость проезда в электропоездах (22 руб. с 2016 г.) не выше таковой на городском транспорте (23—25 руб. с 2016 г.) и имеются проездные по тарифу «Городской». В черте города имеется 20 станций и остановочных пунктов электропоездов, которые имеют платформы высокого типа и большинство из которых имеют подземные или надземные переходы и прошли реконструкцию с 2011 года с установкой частичных навесов. В качестве городского транспорта маршрутами западного, восточного и транзитного направлений пригородных электропоездов в основном пользуются пассажиры из отдалённых городских посёлков и микрорайонов, в том числе имеющих численность населения в несколько десятков тысяч крупных Юдино и Дербышки.
Пригородные электропоезда имеют пересадки на первую Центральную линию Казанского метрополитена на его станциях «Аметьево» при одноимённой ж/д станции на южном ходу и «Северный вокзал» при транзитном железнодорожно-автобусном вокзале (мультимодальном узле) Казань-2 на северном ходу. В перспективе будет пересадка с электричек на станцию метро «Компрессорная» второй Савиновско-Азинской линии метро при одноимённой ж/д станции на северном ходу. В дальней перспективе метрополитена также планируются пересадки с электричек на его другие станции и линии (со станции метро «Калининская» на ж/д станцию Восточный парк, со станции метро «Брикетная» на ж/д станцию Пл. 797 км и со станции метро «Вахитово» на одноимённую ж/д станцию).

## Городские электропоезда

### Линия в аэропорт
В преддверии Летней Универсиады-2013 было принято решение организовать движение Аэроэкспресса от главного вокзала (станции Казань-Пассажирская) до Казанского аэропорта. Работы по реконструкции и электрификации существующей ветки в аэропорт начались 15 мая 2011 года. Запуск Аэроэкспресса состоялся 22 мая 2013 года. Использовались скоростные электропоезда Siemens Desiro «Ласточка». На также сооружённых промежуточных станциях аэроэкспресс не останавливался. Стоимость проезда (200 руб.) была существенно выше, чем на городском транспорте.
В 2015 году линия была выведена из системы Аэроэкспресса и стала наземной железнодорожной радиальной 26-километровой линией городской электрички южного направления с 7 станциями (c остановками на пяти промежуточных станциях в городских посёлках), электропоезда «Ласточка» ещё ранее были заменены на традиционные, а стоимость проезда была приближена к таковой на городском транспорте.
В будущем линия станет обслуживать также два создаваемых новых микрорайона и на линии могут быть задействованы ещё две и сооружена ещё одна промежуточные станции, а на станции «Вахитово» будет пересадка на метро.

### Линия в Салават Купере
В 2017 году планировалось сооружение и запуск часто-регулярной наземной железнодорожной радиальной линии городской электрички в северо-западном направлении длиной 10,6 км с 5 станциями, которая должна была начинаться на транзитном железнодорожно-автобусном вокзале (мультимодальном узле) Казань-2 с пересадкой со станции «Северный Вокзал» Центральной линии метро и идти по реконструированным существующим подъездным и новым путям через городской посёлок Левченко и завод «Казаньоргсинтез» к новым «спальным» микрорайонам Салават Купере и Радужный. Однако впоследствии от этих планов отказались в пользу сооружения в эти микрорайоны линии трамвая.

### Кольцевая линия
В перспективе по южному и северному железнодорожным ходам планируется организация 48-километровой часто-регулярной наземной железнодорожной Кольцевой линии городской электрички с заходом в крупные микрорайоны Юдино и Дербышки, для которой будут построены ещё несколько остановочных платформ в транспортных узлах города и которая свяжет все линии метро и две радиальные линии городской электрички (с пересадками на вышеозначенных станциях электричек) и также будет иметь стоимость проезда как в метро и другом городском транспорте.

## Подвижной состав

### Электропоезда
- ЭР9Е — списаны с парка депо ТЧ-17 «Казань».
- ЭД9М (ТЧПРИГ-17 Казань)
- ЭД9Э (ТЧПРИГ-17 Казань)
- ЭС1 «Ласточка» (отменены)

### Неэлектрифицированные поезда
- Рельсовый автобус РА1 (ТЧ-15 Канаш) на Йошкар-Олу (ежедневно), Бурундуки (по понедельникам и средам), Ульяновск-Центральный (по вторникам, четвергам, пятницам, субботам и воскресеньям).
- РА2 (редко)